# Acacia visco
Senegalia visco là một loài thực vật có hoa trong họ Đậu. Loài này được Griseb. miêu tả khoa học đầu tiên.

## Hình ảnh

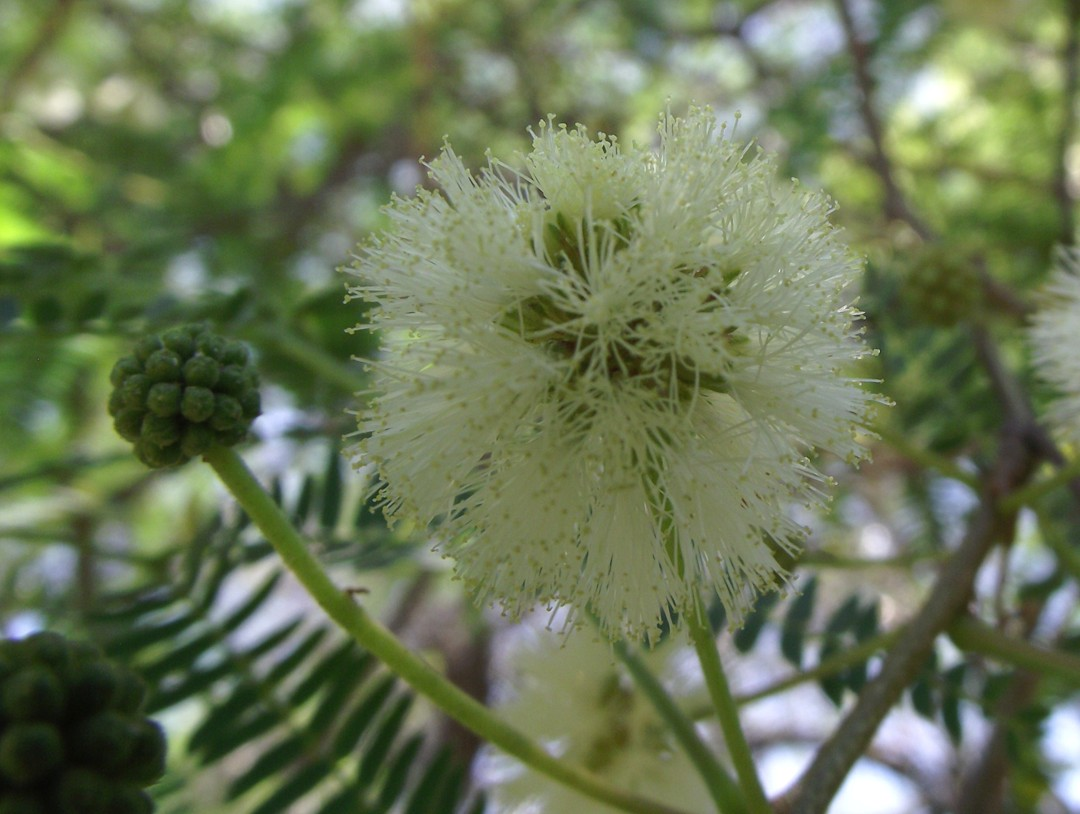
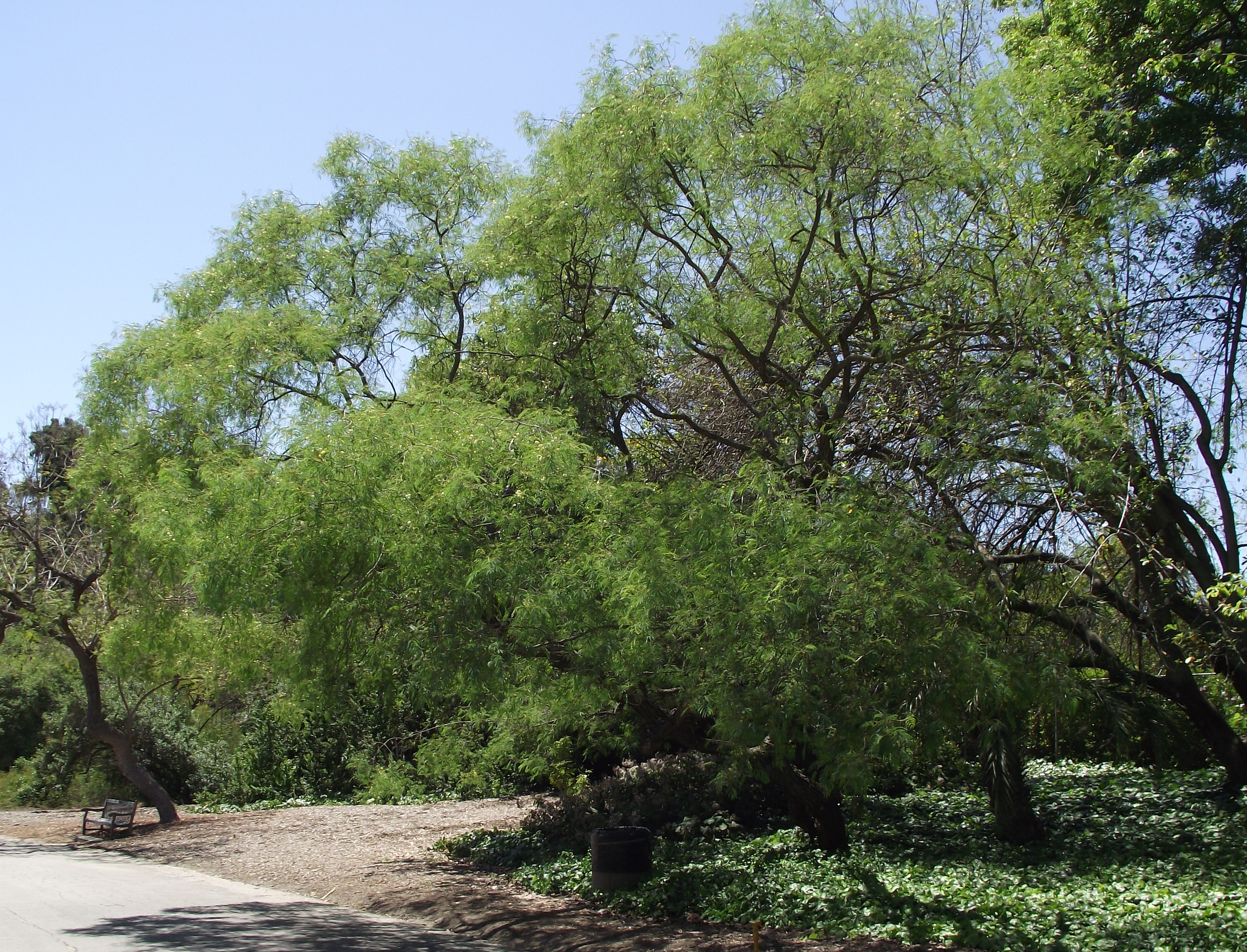